# Babuyan Claro
Babuyan Claro (nebo také Pangasun) je aktivní sopka na filipínském ostrově Babuyan, zhruba 100 km od ostrova Luzon. Dosahuje nadmořské výšky 1 080 m, čímž tvoří nejvyšší bod Babuyanu. V současnosti je nečinná, k poslední nepotvrzené erupci mohlo dojít roku 1913.

## Popis
Andezito-čedičový stratovulkán leží ve východní části ostrova. Vrcholu dominují dva krátery o průměru 300 a 400 m. V blízkosti se vyskytují termální prameny s mírně kyselou vodou, která má vysoký obsah křemíku. Dalšími vrcholy poblíž jsou Cayonan na jihu, Naydi a Dionisio na jihovýchodě. Naopak západní části ostrova dominuje asi 4 km západněji sopka Smith.

## Vulkanismus
Historické záznamy uvádějí tři erupce Babuyan Claro: 1831 (nepotvrzená), 1860 (potvrzená) a 1913 (nepotvrzená). Síla té první se odhaduje na VEI 4, přičemž mohla vyvrhnout až 550 milionů tun tefry.